# 全明星賽
全明星賽或明星賽，是職業運動的例行賽之外，集合一些最活躍的運動員所舉辦之體育比賽。明星賽出場球員大多是根據球迷的投票或由球圈人士、記者決定，對賽球隊多由兩個分區的聯盟球員對決或根據球員國籍分隊。

## 北美主要體育的明星賽
- 美國職棒大聯盟全明星賽：美國聯盟對國家聯盟
- NBA全明星赛：東區對西區
- NHL全明星賽（英语：National Football League Pro Bowl）：東區對西區
- 職業碗（Pro Bowl）：美國美式足球聯會對國家美式足球聯會
- MLS全明星賽：近來多以MLS全明星隊對外國職業球隊

## 其他明星賽
- 日本職棒全明星賽：中央聯盟對太平洋聯盟
- J聯盟全明星賽（英语：J.League All-Star Soccer）：日本J聯盟的全明星賽，通常是關東球隊對戰關西球隊
- 中華職棒明星賽：明星紅隊對明星白隊，或中華隊對明星隊
- SBL全明星賽：例行賽成績分組